# Znaki uzupełniające

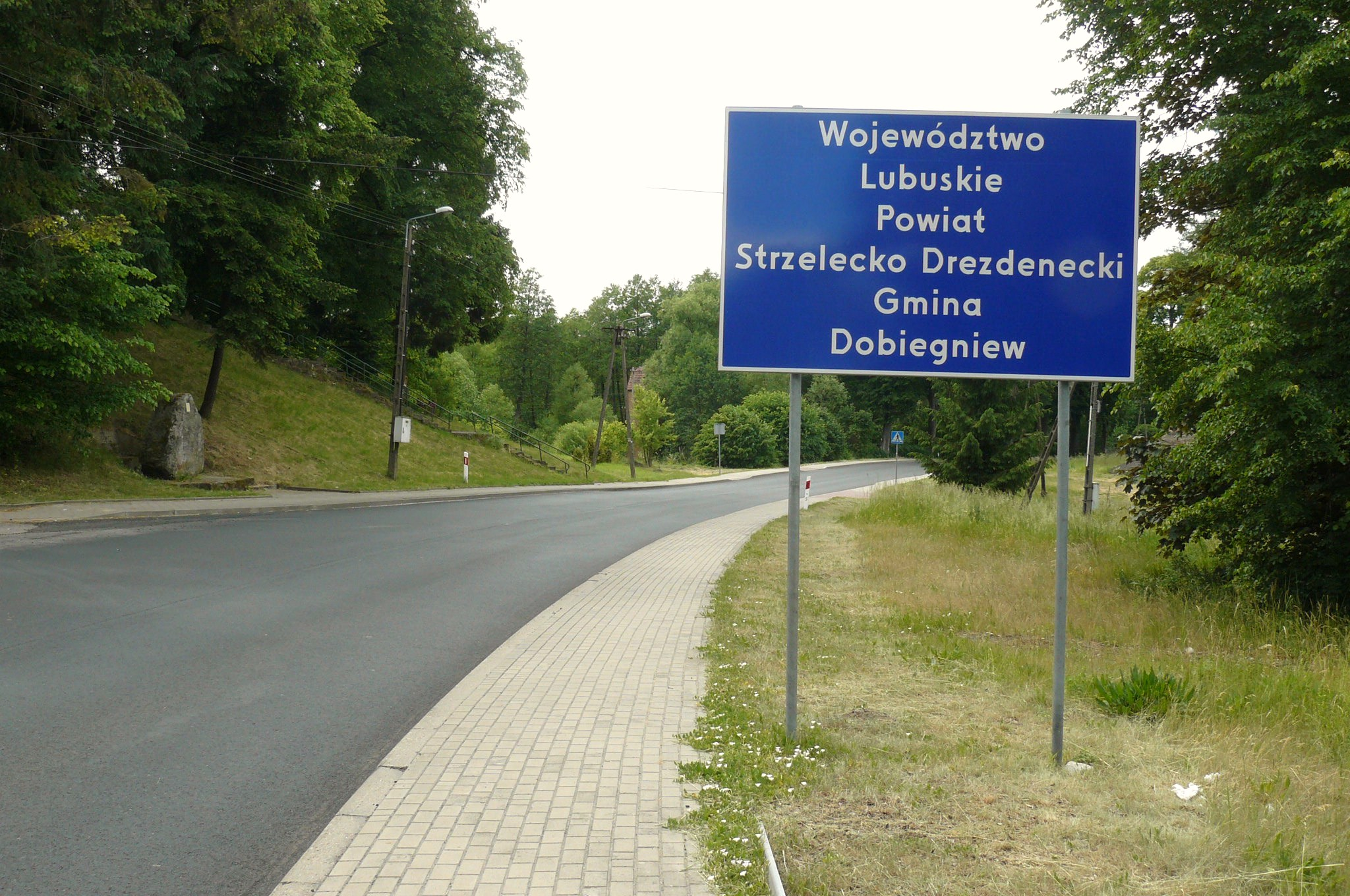
Znak uzupełniający F-3 „granica obszaru administracyjnego”

Znaki uzupełniające – znaki drogowe informujące o organizacji ruchu oraz uprzedzające o zakazach i niebezpieczeństwach.
W Polsce znaki uzupełniające określa Rozporządzenie w sprawie znaków i sygnałów drogowych (Dz.U. z 2019 r. poz. 2310), a zakres ich stosowania – załącznik nr 1 do Rozporządzenia w sprawie szczegółowych warunków technicznych dla znaków i sygnałów drogowych oraz urządzeń bezpieczeństwa ruchu drogowego i warunków ich umieszczania na drogach (Dz.U. z 2019 r. poz. 2311). Mają kształt prostokąta z granatowym tłem i białymi napisami i obrazami, z wyjątkiem znaków:
- F-8, F-9, F-21 i F-22 – które mają żółty kolor tła i czarne napisy i obrazy,
- F-14d, F-14e i F-14f – które mają zielony kolor tła.

W całej Europie stosowany jest prawie jednolity system symboli zgodny z Konwencją wiedeńską o znakach i sygnałach drogowych z 1968 r. (Dz.U. z 1988 r. nr 5, poz. 42).

## Opisy znaków
| znak | Informacja                                                        |  |
| ---- | ----------------------------------------------------------------- |  |
|      |                                                                   |  |
|      | F-3: granica obszaru administracyjnego na granicy województwa     |  |
|      | F-3a: granica obszaru administracyjnego na granicy powiatu        |  |
|      | F-3b: granica obszaru administracyjnego na granicy gminy          |  |
|      | F-3c: granica obszaru administracyjnego miasta na prawach powiatu |  |

| znak | Informacja                         |  |
| ---- | ---------------------------------- |  |
|      |                                    |  |
|      | F-6a: wariant znaku uprzedzającego |  |